# Patsy Takemoto Mink
Patsy Takemoto Mink (ur. 6 grudnia 1927 w Paia na Hawajach, zm. 28 września 2002 w Honolulu w Hawajach) – amerykańska polityk.

## Życiorys
Urodzona na hawajskiej wyspie Maui była pierwszą amerykańską kobietą azjatyckiego pochodzenia wybraną do Kongresu w USA i pierwszą, która praktykowała prawo na Hawajach. Absolwentka University of Chicago. W 1956 roku została wybrana do legislatury terytorialnej, a w 1958 roku do senatu w Hawajach. W 1964 roku wygrała wybory do Izby Reprezentantów USA, gdzie pozostała do 1977 roku. W 1990 roku z wynikiem wyborów wróciła do Izby Reprezentantów, gdzie służyła aż do śmierci. Była jednym z autorów tytułu IX w 1972 roku z upoważnienia finansowania równych programów akademickich i sportowych kobiet w instytucjach otrzymujących federalne pieniądze. Została pośmiertnie odznaczona przez prezydenta Baracka Obamę Medalem Wolności 24 listopada 2014 roku.
W 2024 roku System Rezerwy Federalnej wyemitował dwie upamiętniające ją ćwierćdolarowe monety: srebrną monetę kolekcjonerską oraz towarzyszącą jej monetę okolicznościową.